# راندي كريسماس
راندي كريسماس هو سياسي أمريكي، ولد في 14 أكتوبر 1920 في أوكيلا في الولايات المتحدة، وتوفي في 27 يوليو 1969 في ميامي في الولايات المتحدة.